# سید بیشپ
سید بیشپ (به انگلیسی: Syd Bishop) بازیکن فوتبال زادهٔ ۱۰ فوریه ۱۹۰۰ اهل کشور انگلستان که سابقهٔ بازی در تیم ملی فوتبال انگلستان را در کارنامهٔ خود دارد. وی در تاریخ ۲ آوریل ۱۹۲۷ نخستین بازی ملی خود را در مقابل تیم ملی فوتبال اسکاتلند انجام داد و با حضور در ۴ بازی ملی، در تاریخ ۲۶ مه ۱۹۲۷ واپسین بازی ملی‌اش را در برابر تیم ملی فوتبال فرانسه برگزار کرد.
این بازیکن توانسته در بازی‌های ملی، ۱ گل به ثمر برساند.